# Roi Et PB United FC
Der Roi Et PB United Football Club (thailändisch สโมสรฟุตบอลร้อยเอ็ด พีบี ยูไนเต็ด) ist ein thailändischer Fußballverein aus der Provinz Roi Et. Der Verein spielt in  North/Eastern Region der dritten Liga.

## Geschichte
Der Verein wurde 2008 als Roi Et United Football Club gegründet. 2009 nahm er erstmals an der dritten Liga, der Regional League Division 2, teil. Hier trat man in der North/Eastern Region an. 2011 und 2012 wurde man erster der Region. In den Aufstiegsspielen zur zweiten Liga konnte man sich jedoch nicht durchsetzen. 2013 gewann man zum dritten Mal in Folge die Meisterschaft der Region. In den Aufstiegsspielen konnte man sich gegen den Chiangmai FC durchsetzen und stieg in die zweite Liga auf. Nach einer Saison musste man als Tabellenfünfzehnter wieder in die dritte Liga absteigen. Nach der Umstrukturierung der Liga spielte man ab der Saison 2017 in der vierten Liga, der Thai League 4. Hier trat man ebenfalls in der North/Eastern Region an. Am Ende der Saison belegte der Klub den zehnten Platz. Vor der Saison 2018 musste der Verein in die Thailand Amateur League zwangsabsteigen, da man für die Saison 2018 keine Lizenz erhielt. Nach dem Zwangsabstieg wurde der Verein in Roi Et CF umbenannt. 2020 wurde der Verein in seinen heutigen Namen Roi Et PB United FC umbenannt. 2023 wurde der Verein Vizemeister der Amateur League und stieg somit in die neugeschaffene Thailand Semi-Pro League auf. Am Ende der Saison feierte der Klub die Meisterschaft der North/Eastern Region sowie den Aufstieg in die dritte Liga.

## Erfolge
- Regional League Division 2 – North/East: 2011, 2012, 2013
- Regional League Division 2: 2013  ▲
- Thailand Amateur League – North/East: 2023  ▲
- Thailand Semi-Pro League – North/East: 2024  ▲
- Thailand Semi-Pro League: 2024

## Stadion
Der Verein trägt seine Heimspiele im Roi Et Province Stadium in Roi Et aus. Das Stadion hat ein Fassungsvermögen von 3000 Personen.

### Spielstätten seit 2009
| Saison       | Stadion                 | Standort | Kapazität | Koordinaten                      |
| ------------ | ----------------------- | -------- | --------- | -------------------------------- |
| 2009 – 2016  | Roi Et Province Stadium | Roi Et   | 3.000     | 16° 4′ 27,2″ N, 103° 39′ 21,7″ O |
| 2017 – 2022  | Pankkee Arena           | Roi Et   | 5.000     | 13° 3′ 0,5″ N, 103° 43′ 19,9″ O  |
| 2023 – heute | Roi Et Province Stadium | Roi Et   | 3.000     | 16° 4′ 27,2″ N, 103° 39′ 21,7″ O |

## Saisonplatzierung
| Saison              | Liga                                                     | Liga                                                     | Liga                                                     | Liga                                                     | Liga                                                     | Liga                                                     | Liga                                                     | Liga                                                     | Liga                                                     | Pokal                                                    | Pokal                                                    | Pokal                                                    |
| Saison              | Liga                                                     | Level                                                    | Spiele                                                   | S                                                        | U                                                        | N                                                        | Tore                                                     | Punkte                                                   | Position                                                 | FA Cup                                                   | League Cup                                               | T3 Cup                                                   |
| Roi Et United FC    | Roi Et United FC                                         | Roi Et United FC                                         | Roi Et United FC                                         | Roi Et United FC                                         | Roi Et United FC                                         | Roi Et United FC                                         | Roi Et United FC                                         | Roi Et United FC                                         | Roi Et United FC                                         | Roi Et United FC                                         | Roi Et United FC                                         | Roi Et United FC                                         |
| ------------------- | -------------------------------------------------------- | -------------------------------------------------------- | -------------------------------------------------------- | -------------------------------------------------------- | -------------------------------------------------------- | -------------------------------------------------------- | -------------------------------------------------------- | -------------------------------------------------------- | -------------------------------------------------------- | -------------------------------------------------------- | -------------------------------------------------------- | -------------------------------------------------------- |
| 2009                | Regional League Division 2 – North/East                  | 3                                                        | 20                                                       | 2                                                        | 1                                                        | 17                                                       | 19:62                                                    | 7                                                        | 11.                                                      | –                                                        | –                                                        |                                                          |
| 2010                | Regional League Division 2 – North/East                  | 3                                                        | 30                                                       | 15                                                       | 6                                                        | 9                                                        | 45:41                                                    | 51                                                       | 5.                                                       | –                                                        | –                                                        |                                                          |
| 2011                | Regional League Division 2 – North/East                  | 3                                                        | 30                                                       | 23                                                       | 5                                                        | 2                                                        | 64:20                                                    | 74                                                       | 1.                                                       | 2. Runde                                                 | –                                                        |                                                          |
| 2012                | Regional League Division 2 – North/East                  | 3                                                        | 30                                                       | 17                                                       | 9                                                        | 4                                                        | 63:29                                                    | 60                                                       | 1.                                                       | 1. Runde                                                 | 1. Runde                                                 |                                                          |
| 2013                | Regional League Division 2 – North/East                  | 3                                                        | 30                                                       | 20                                                       | 8                                                        | 2                                                        | 63:15                                                    | 68                                                       | 1. ▲                                                     | 1. Runde                                                 | 1. Runde                                                 |                                                          |
| 2014                | Thai Premier League Division 1                           | 2                                                        | 34                                                       | 10                                                       | 9                                                        | 15                                                       | 38:43                                                    | 19                                                       | 15. ▼                                                    | –                                                        | 1. Runde                                                 |                                                          |
| 2015                | Regional League Division 2 – North/East                  | 2                                                        | 34                                                       | 7                                                        | 8                                                        | 19                                                       | 46:78                                                    | 29                                                       | 14.                                                      | –                                                        | 2. Qualifikationsrunde                                   |                                                          |
| 2016                | Regional League Division 2 – North/East                  | 3                                                        | 26                                                       | 9                                                        | 8                                                        | 9                                                        | 25:33                                                    | 35                                                       | 8.                                                       | –                                                        | 1. Runde                                                 |                                                          |
| 2017                | Thai League 4 – North/East                               | 4                                                        | 33                                                       | 8                                                        | 10                                                       | 15                                                       | 45:48                                                    | 34                                                       | 10.                                                      | –                                                        | –                                                        |                                                          |
| Roi Et CF           |                                                          |                                                          |                                                          |                                                          |                                                          |                                                          |                                                          |                                                          |                                                          |                                                          |                                                          |                                                          |
| 2018                | Thailand Amateur League – North/East                     | 5                                                        | 2                                                        | 1                                                        | 1                                                        | 0                                                        | 6:4                                                      | 4                                                        | 17.                                                      | –                                                        | –                                                        |                                                          |
| 2019                | Keine Teilnahme                                          | Keine Teilnahme                                          | Keine Teilnahme                                          | Keine Teilnahme                                          | Keine Teilnahme                                          | Keine Teilnahme                                          | Keine Teilnahme                                          | Keine Teilnahme                                          | Keine Teilnahme                                          | Keine Teilnahme                                          | Keine Teilnahme                                          | Keine Teilnahme                                          |
| Roi Et PB United FC |                                                          |                                                          |                                                          |                                                          |                                                          |                                                          |                                                          |                                                          |                                                          |                                                          |                                                          |                                                          |
| 2020                | Keine Austragung wegen der COVID-19-Pandemie in Thailand | Keine Austragung wegen der COVID-19-Pandemie in Thailand | Keine Austragung wegen der COVID-19-Pandemie in Thailand | Keine Austragung wegen der COVID-19-Pandemie in Thailand | Keine Austragung wegen der COVID-19-Pandemie in Thailand | Keine Austragung wegen der COVID-19-Pandemie in Thailand | Keine Austragung wegen der COVID-19-Pandemie in Thailand | Keine Austragung wegen der COVID-19-Pandemie in Thailand | Keine Austragung wegen der COVID-19-Pandemie in Thailand | Keine Austragung wegen der COVID-19-Pandemie in Thailand | Keine Austragung wegen der COVID-19-Pandemie in Thailand | Keine Austragung wegen der COVID-19-Pandemie in Thailand |
| 2021                | Keine Austragung wegen der COVID-19-Pandemie in Thailand | Keine Austragung wegen der COVID-19-Pandemie in Thailand | Keine Austragung wegen der COVID-19-Pandemie in Thailand | Keine Austragung wegen der COVID-19-Pandemie in Thailand | Keine Austragung wegen der COVID-19-Pandemie in Thailand | Keine Austragung wegen der COVID-19-Pandemie in Thailand | Keine Austragung wegen der COVID-19-Pandemie in Thailand | Keine Austragung wegen der COVID-19-Pandemie in Thailand | Keine Austragung wegen der COVID-19-Pandemie in Thailand | Keine Austragung wegen der COVID-19-Pandemie in Thailand | Keine Austragung wegen der COVID-19-Pandemie in Thailand | Keine Austragung wegen der COVID-19-Pandemie in Thailand |
| 2022                | Thailand Amateur League – North/East                     | 4                                                        | 6                                                        | 3                                                        | 2                                                        | 1                                                        | 13:4                                                     | 8                                                        | 2.                                                       | –                                                        | –                                                        |                                                          |
| 2023                | Thailand Amateur League – North/East                     | 4                                                        | 6                                                        | 4                                                        | 2                                                        | 0                                                        | 16:1                                                     | 14                                                       | 1. ▲                                                     | Qualifikationsrunde                                      | –                                                        |                                                          |
| 2024                | Thailand Semi-Pro League – North/East                    | 4                                                        | 8                                                        | 6                                                        | 1                                                        | 1                                                        | 18:8                                                     | 19                                                       | 1. ▲                                                     | –                                                        | –                                                        |                                                          |
| 2024/25             | Thai League 3 – North/East                               | 3                                                        | 20                                                       | 7                                                        | 3                                                        | 10                                                       | 25:31                                                    | 24                                                       | 6.                                                       | 1. Runde                                                 | Achtelfinale                                             | Gruppenphase                                             |

## Aktueller Kader
Stand: 1. Februar 2025
| Nr. |           | Position | Name                  |
| --- | --------- | -------- | --------------------- |
| 4   | Thailand  | AB       | Watcharakon Phochai   |
| 5   | Thailand  | AB       | Suphakrit Dongchan    |
| 6   | Thailand  | AB       | Pongsathon Jitpim     |
| 7   | Thailand  | ST       | Kroekrit Thaweekarn   |
| 8   | Thailand  | ST       | Santirad Weing-in     |
| 9   | Thailand  | ST       | Saichon Mahmesoog     |
| 10  | Thailand  | ST       | Thongchai Ratchai     |
| 11  | Thailand  | ST       | Sudhkat Phomduang     |
| 13  | Thailand  | AB       | Nattapakun Paingpala  |
| 14  | Thailand  | AB       | Thanakij Khanakai     |
| 15  | Thailand  | MF       | Suphaphon Phromphinit |
| 17  | Brasilien | MF       | Diego                 |
| 18  | Thailand  | TW       | Piyakit Eangprayoon   |
| 20  | Brasilien | MF       | Andrey Coutinho       |
| 21  | Thailand  | MF       | Nattawut Wutthiya     |
| 22  | Thailand  | MF       | Aphisit Thaewkrathok  |
| 23  | Thailand  | ST       | Niphitpon Hadchan     |

| Nr. |          | Position | Name                |
| --- | -------- | -------- | ------------------- |
| 26  | Thailand | MF       | Wutthichai Tongsaen |
| 27  | Thailand | ST       | Nattapon Thaptanon  |
| 28  | Thailand | MF       | Chaiyasan Homboon   |
| 30  | Thailand | TW       | Chalermkeat Pootoya |
| 36  | Thailand | AB       | Suppalap Tanomlap   |
| 44  | Thailand | TW       | Chaithawat Ausaram  |
| 45  | Thailand | MF       | Nattapoom Auttasri  |
| 46  | Thailand | MF       | Thanakorn Chaisuwan |
| 48  | Thailand | MF       | Numchoke Krumrom    |
| 49  | Thailand | AB       | Sakda Manchart      |
| 71  | Thailand | AB       | Surasak Lakwangmon  |
| 77  | Thailand | TW       | Thanakorn Korkaew   |
| 88  | Thailand | MF       | Chuirwat Niraphot   |
| 89  | Thailand | ST       | Wanit Jaisaen       |
| 91  | Thailand | AB       | Nattawut Chanachan  |
| 94  | Thailand | AB       | Saharat Kaewsangsai |